# Charles Booth
Charles Booth, född 30 mars 1840 i Liverpool, död 23 november 1916 i Thringstone i Leicestershire, var en brittisk socialpolitiker.
Booth var delägare i en stor rederifirma och hela sitt liv aktiv affärsman. Först som medelålders påbörjade han det arbete, vilket förskaffade honom världsrykte: Life and labour of the people in London. Verket, som utkom 1891-1903, är en utomordentligt brett lagd undersökning avsedd att uppvisa den statisktiska relationen mellan fattigdom, olycka och fördärv samt regelbunden förtjänst och drägliga levnadsförhållanden. Dessutom skildrades de allmänna förhållanden, under vilka varje samhällsklass levde. Av särskilt intresse var de kartor, där gata för gata de olika graderna av fattigdom framställdes med olika färgnyanser. Framställningen var tendensfri och försökte inte framhäva några särskilda reformförslag, förutom den kostnadfria ålderspensionen, för vilken Booth var en ivrig förkämpe i tal och skrift. Han tilldelades 1892 Guymedaljen i guld av Royal Statistical Society.